# Almeida (Colombia)
Almeida è un comune della Colombia facente parte del dipartimento di Boyacá.
Il centro abitato venne fondato da Enrique Suarez nel 1906, mentre l'istituzione del comune è del 4 luglio 1907.